# Félix Solesio
Felix Solesio (Finale-Ligure, Savona, Italia, 30 de enero de 1739 - Málaga, 12 de octubre de 1806) fue un empresario italiano afincado en España. Avalado por el prestigio que la fabricación de papel genovés había tenido en la España del siglo XVII y XVIII, fue la persona elegida por José de Gálvez  para llevar a cabo su proyecto de abastecer con naipes América y desarrollar económicamente Macharaviaya (Málaga) su pueblo natal. Solesio, naipero y papelero ilustrado llega a España y se convierte en asentista de tres Reales Fábricas (las de naipes de Macharaviaya, Madrid y la de papel de San Fernando de Henares) pero después de haber amasado una gran fortuna, en los últimos años de su vida tuvo que hipotecar la mayoría de sus bienes.

## Actividad empresarial
Los hermanos Gálvez se afanaron en elevar la industria, la agricultura y el comercio de Málaga. Con el beneplácito del rey Carlos III, consiguen en Macharaviaya, la instalación de una Real Fábrica de naipes cuya producción tendrá como destino el mercado con América. Para dirigir la fábrica y garantizar el éxito, buscan un especialista en Génova, centro prestigioso en la industria papelera. La elección recae sobre Félix Solesio, que suscribe contrato con la Corona para fabricar papel blanco y dirigir la Real Fábrica de naipes de Macharaviaya.
Solesio emigra de Finale y llega a España entre 1761 y 1762. Su primer destino fue probablemente la Vallecas (Madrid). Se casa con Nicolasa Miró, con la que tuvo seis hijos, algunos de los cuales tuvieron una importante participación en la actividad empresarial de su padre. Se le concede la dirección de los molineros papeleros de La Adrada en Ávila, siendo su producción y su gestión sobresaliente. La propiedad más emblemática y en la que puso su mayor esfuerzo y dinero, fue en el cortijo de Arroyo de la Miel, Benalmádena (Málaga), llamada posteriormente "San Carlos" y que convirtió en una hacienda modélica para su tiempo. Creó un complejo papelero y mandó construir seis fábricas, cuatro de papel blanco y dos de papel de estraza.
La actividad de empresarial  de Solesio entre 1784 y 1795 fue muy intensa, compra, construye, solicita créditos, vende, etc. Pero pronto se ve ante la dificultad de liquidar los créditos debido en parte al alto nivel de vida familiar que lleva. Atrapado en una situación económica difícil, busca socios capitalistas a los que embauca persuadiéndolos con suculentas ganancias y así, el 22 de marzo de 1796 constituye una sociedad con Bernardo José Carrillo de Albornoz, director de la Real Compañía Marítima de Madrid, en representación de José Mariano del Llano, para activar la fabricación en todas las tinas de los molinos de Arroyo de la Miel.
Se concretó en la escritura que Solesio pondría a disposición su hacienda; la otra parte haría una aportación de 400.000 reales; y el beneficio sería por partes iguales. A fin de cuentas, el negocio desembocó en la más absoluta ruina que arrastró también a toda su familia. El renombre de Solesio se fue desprestigiando. Jamás devolvió a sus acreedores ni sus capitales ni sus ganancias, y fue acusado por ellos. Toda su hacienda, incluida su casa de Málaga sita en calle Granada, fue embargada el 13 de enero de 1803. El día 3 de octubre de 1806, estando enfermo, hace testamento, falleciendo el día 12. 
El patrimonio de Solesio era extenso, además de las propiedades de Arroyo de la Miel, adquiere varias propiedades en Vallecas y en Málaga  Realiza varios viajes a Finale con la intención de mostrar la situación económica y social en la que se encontraba.

## La Real Fábrica de Macharaviaya
La falta de papel en España y sus colonias era el principal problema para las imprentas, el papel sellado y la fabricación de naipes. José de Gálvez reflexiona al respecto e instala una fábrica que surtiera las colonias.  Solesio es nombrado en 1776 asentista y director de la importante Real Fábrica de Naipes de Macharaviaya por iniciativa de Gálvez.
Trae consigo sesenta familias genovesas especialistas en la manufactura de papel que se instalan en Macharaviaya, aumentando considerablemente su población y creando grandes expectativas ya que acapararían el monopolio de ventas de naipes en América.  La empresa se embarca en grandes inversiones y créditos. Se establece un contrato por 10 años, que fueron renovándose en vida de Solesio. Algunos años después su muerte (1806), un familiar solicita en 1815 una nueva contrata, pero no se lleva a cabo y supone el cierre definitivo de la Fábrica. La producción desde la última renovación es mínima no cumpliendo las entregas pactadas. La Pragmática del Comercio Libre con América que abre el tráfico comercial de otros países europeos con las colonias españolas quizás sea el punto de partida de la decadencia de la recién creada Real Fábrica de Macharaviaya; a esta circunstancia se suman los acontecimientos de la entrada de Francia por las fuerzas napoleónicas y la Guerra de la Independencia.

## El cortijo Arroyo de la Miel

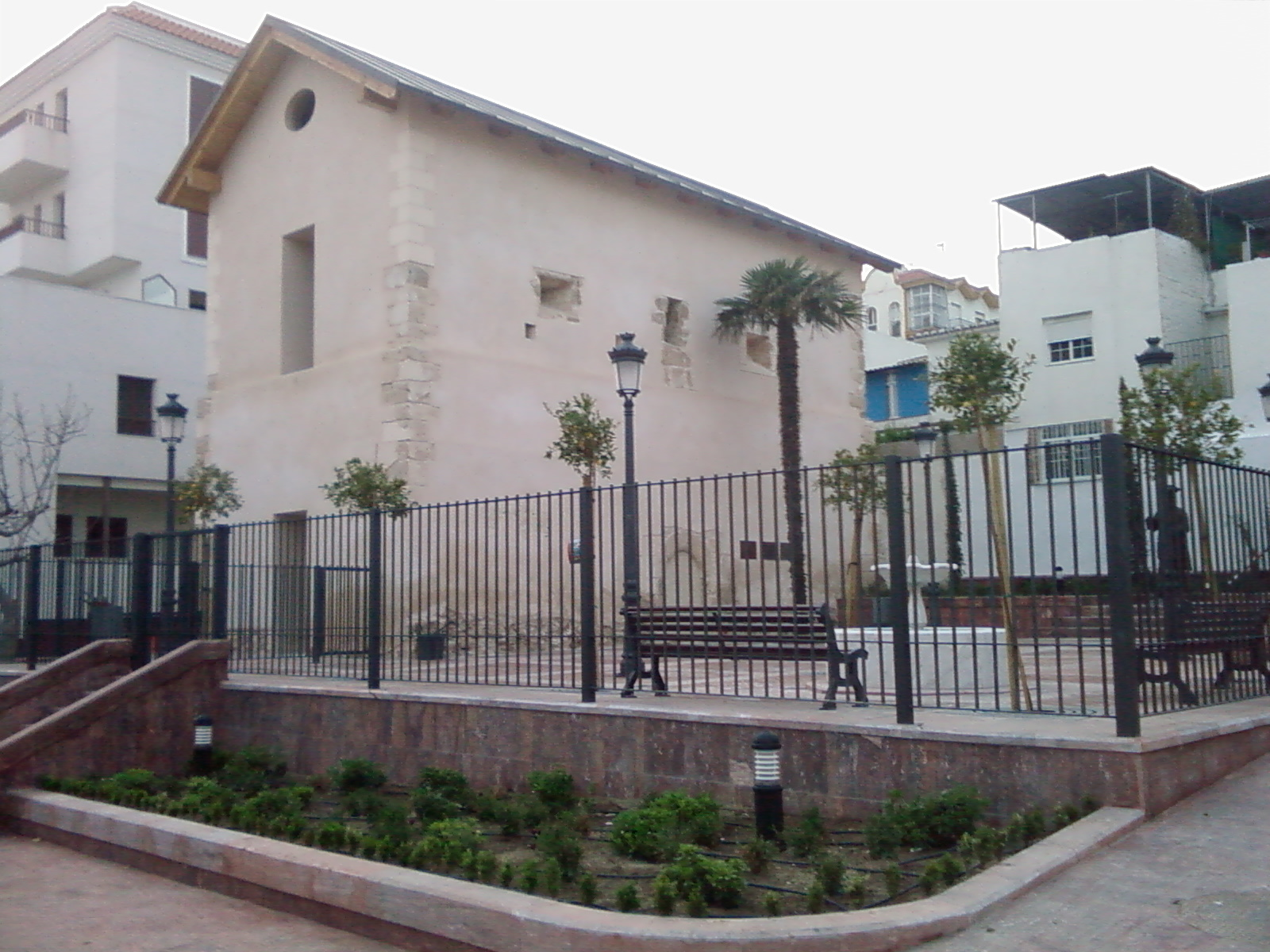
Edificio La Tribuna tras la restauración de 2009. Arroyo de la Miel.

Las fábricas de papel blanco eran movidas mediante maquinaria hidráulica. Para ello busca un lugar con agua suficiente para mover los batanes; encuentra en Arroyo de la Miel, el lugar idóneo donde “el Cao”, tenía caudal suficiente para tal fin. Así, a finales de 1784, Solesio toma posesión del cortijo Arroyo de la Miel donde construye, no sólo los molinos de papel necesarios para la elaboración de los naipes sino que asentará las bases del complejo industrial que llamará "San Carlos" en honor a Carlos III; complejo que es completado con una casa cortijo con pajares, cocinas y corrales donde se aloja Townsend por la invitación de Félix.
Posteriormente construye una casa grande o principal que habitaba temporalmente la familia puesta residían en el palacio de calle Granada.
En los comienzos, el genovés se afana en construir las fábricas y viviendas para los operarios, explotar las tierras plantando árboles como moreras, olivos, limoneros..., y en canalizar las aguas del manantial por un acueducto.
El viajero Antonio Ponz, hace referencia al lugar matizando que las cifras mencionadas por Solesio acerca de sus plantaciones eran exageradas. Actualmente quedan en pie algunos restos de este complejo papelero en el denominado edificio la Tribuna, situado junto a la Plaza de España, en el mismo centro de Arroyo de la Miel, (Málaga).

## La Real Fábrica de Madrid
Solesio dirigirá la Real Fábrica de naipes de Madrid a partir de 1791, momento en el que aparecen los naipes de esta fábrica firmados por Félix y sus hijos.
La dirección de la Real Fábrica de naipes de San Fernando de Henares le es cedida a Félix Solesio en 1792, pero el molino es abandonado dos años después y cedido en 1796 a la Real Imprenta supuestamente por la mala gestión del asentista, cuya importante inversión no supo rentabilizar.    